# Слобода-Селецкая
Слобода-Селецкая — деревня в Унечском районе Брянской области в составе Унечского городского поселения.

## География
Находится в центральной части Брянской области на расстоянии менее 2 км на юго-запад по прямой от районного центра города Унеча.

## История
Основана предположительно в середине XVIII века, однако в переписях не учитывалась. На карте 1941 года отмечена как Слобода с 90 дворами.

## Население
Численность населения: 244 человек (русские 97 %) в 2002 году, 197 в 2010.